# Segestria rubentior
Segestria rubentior är en lavart som först beskrevs av Stirt., och fick sitt nu gällande namn av R. C. Harris. Segestria rubentior ingår i släktet Segestria och familjen Porinaceae.   Inga underarter finns listade i Catalogue of Life.